# Anders Lindahl
Anders Lindahl, född 5 september 1860 i Stora Mellösa församling i Örebro län, död 17 november 1932 i Engelbrekts församling i Stockholm, var en svensk affärsman som bland annat låg bakom läskedrycken Pommac och preparatet Lazarol.
Lindahl drev en affärsverksamhet i Hudiksvall, men efter att den gått i konkurs flyttade han till Stockholm där han år 1919 startade Fructus Fabriker som lanserade Pommac vid Göteborgsutställningen 1923 som "de tjugofem frukternas sköna dryck".
Lindahl var från 1910 bosatt i den av honom uppförda Villa Bergtomta på Lidingö.